# Saxifraga aprica
Saxifraga aprica es una especie del género Saxifraga. Es nativa de las altas montañas de California, incluyendo Sierra Nevada y el sur de la cordillera de las Cascadas, y las laderas adyacentes en el sur de Oregón y el oeste de Nevada. Crece en el hábitat de montaña en las zonas de clima alpino , tales como las praderas y junto a los arroyos de deshielo.

## Descripción
Es una hierba perenne, que pasa la mayor parte del año en un estado latente con el fin de ahorrar agua, y rara vez las florece. Se produce en una pequeña roseta de color gris-verdoso de hojas ovaladas dentadas de hasta unos 4 centímetros de largo. Cuando florece, lo hace en una erecta inflorescencia en un pedúnculo de varios centímetros de altura rematada con un racimo de flores. Cada flor tiene cinco sépalos, cinco pétalos blancos pequeños, y un grupo de estambres en el centro.

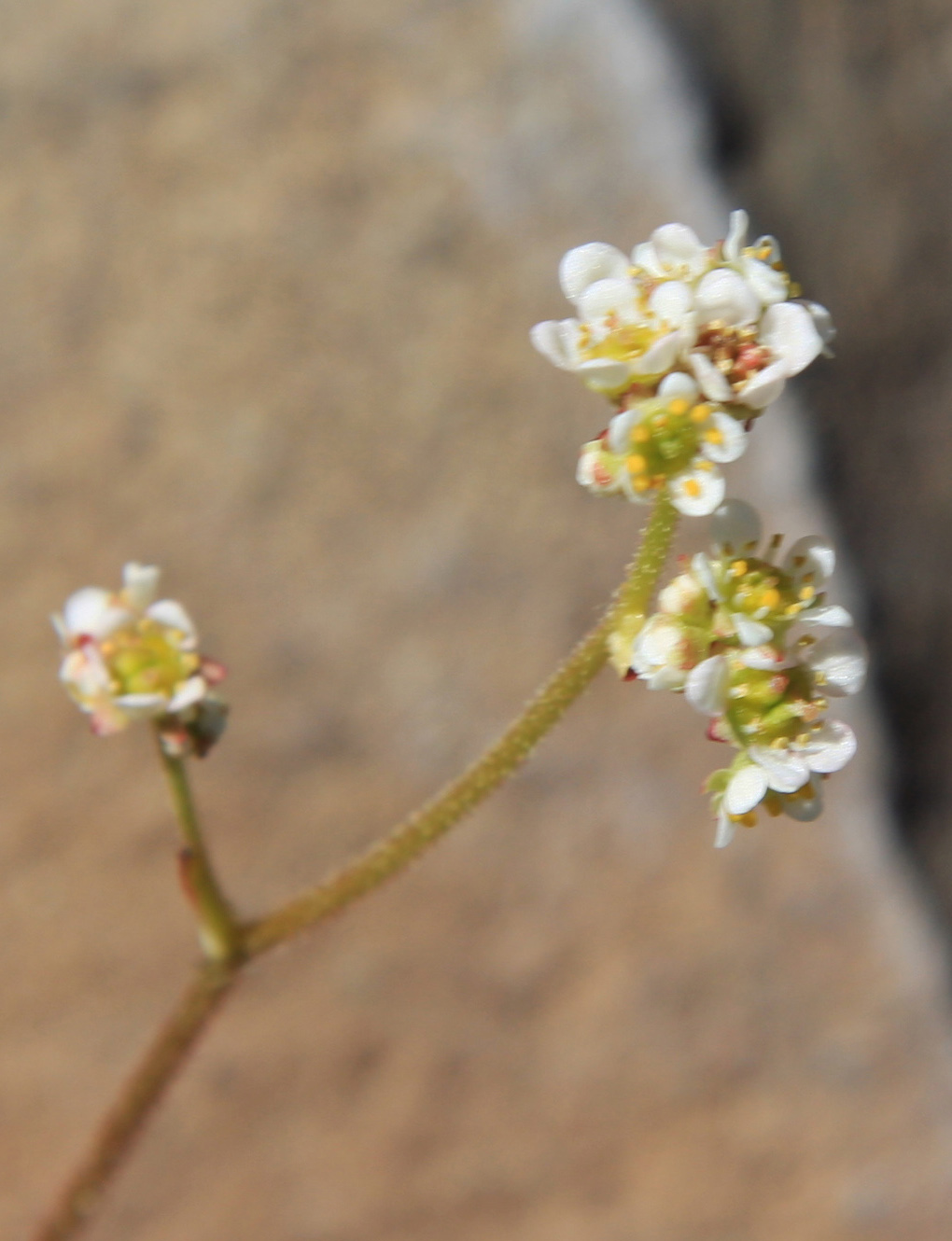
Sierra saxifrage, flowers

## Taxonomía
Saxifraga aprica fue descrita por Edward Lee Greene y publicado en North American Flora 22(2): 135. 1905.
Etimología
Saxifraga: nombre genérico que viene del latín saxum, ("piedra") y frangere, ("romper, quebrar"). Estas plantas se llaman así por su capacidad, según los antiguos, de romper las piedras con sus fuertes raíces. Así lo afirmaba Plinio, por ejemplo.
aprica: epíteto latino que significa "amante del sol".
Sinonimia
- Micranthes aprica (Greene) Small[5]